# Georg Heinrich Kruhl
Georg Heinrich Kruhl (* 24. März 1798 in Alt Kleppen bei Naumburg am Bober; † 21. März 1870 in Leobschütz) war ein deutscher Lehrer und Politiker.

## Leben
Als Sohn eines Verwalters geboren, studierte Kruhl nach dem Besuch des Progymnasiums in Sagan und des Leopoldinums und Elisabethianums in Breslau 1819 bis 1820 Katholische Theologie und 1820 bis 1823 Philosophie in Breslau. Wegen seiner seit 1820 bestehenden Mitgliedschaft in der Alten Breslauer Burschenschaft Arminia wurde er 1822 relegiert; die Strafe wurde 1824 wieder aufgehoben. Nach seinem Abschluss arbeitete er als Lehrer. Er war 1823 bis 1824 Hauslehrer in der Familie des Oberpräsidenten Friedrich Theodor von Marckel. 1824 wurde er Lehrer am Katholischen Gymnasium Leobschütz und ab 1830 am katholischen Gymnasium in Breslau. In Breslau wurde er 1933 zum Dr. phil. promoviert. 1833 wurde er Oberlehrer, 1839 Direktor des katholischen Gymnasiums in Leobschütz. Dort wurde er im Wahlkreis Leobschütz 1848/49 Mitglied der Preußischen Nationalversammlung, in der er dem rechten Zentrum angehörte. 1850 wurde er Abgeordneter des Erfurter Unionsparlaments. 1870 ging er in den Ruhestand.
Er heiratete zwei Mal. In zweiter Ehe heiratete er am 28. Mai 1845 in Leisnitz Auguste Gabriel (* 4. Dezember 1804 in Breslau; † 8. Juli 1891 in Leobschütz), die Tochter des Canzellisten im Gerichtsamt des Fürstlichen Stifts der regulierten Augustiner-Chorherren auf dem Sande zu Breslau.

## Ehrungen
- Roter Adlerorden, 4. Klasse

## Werke
- De via et ratione, qua Aristoteles in summi boni notione in venienda et describenda usus est, Diss., 1833